# Sylwery Krukowiecki
Sylwery Krukowiecki herbu Pomian (ur. 1796, zm. 1849 w Lubieniu) – polski właściciel ziemski, powstaniec listopadowy.

## Życiorys
Urodził się w 1796. Wywodził się z rodziny Krukowieckich herbu Pomian. Był prawnukiem Franciszka (dziedzic Łopuszki i Zagórza), wnukiem Józefa (tytułowany podczaszym nurskim, od 1743 właściciel części Wiszenki i Podlisek), synem wywodzących się z jednego rodu Ignacego (1750-1827, szambelan króla Stanisława Augusta Poniatowskiego) i hr. Wiktorii Krukowieckiej (córka Piotra i siostra gen. Jana Krukowieckiego), a także bratankiem Adama Ferdynanda i Kajetana. Miał siostrę Leokadię (po mężu Dunajewska) i brata Feliksa Karola (1806-1891, także powstaniec listopadowy).
Został właścicielem ziemskim na ziemi sanockiej. Po wybuchu powstania listopadowego służył w latach 1830-1831 w szeregach 6 pułku piechoty liniowej. Podczas bitwy pod Ostrołęką 26 maja 1831 został mianowany podporucznikiem i odznaczony Krzyżem Srebrnym Orderu Virtuti Militari.
Po upadku powstania powrócił do swojego gospodarstwa w obwodzie przemyskim. Oskarżył właścicieli wsi Nowosiółki (wcześniej władał tymi dobrami jego ojciec Piotr) o podstępne wydanie wioski jego matce.
Zmarł w 1849 w Lubieniu i tam został pochowany.